# Лаба (притока Кубані)
Лаба́ (рос. Лаба́) — річка на Північному Кавказі, ліва притока річки Кубань. Утворюється злиттям Великої Лаби і Малої Лаби, які беруть початок з льодовиків на північному схилі Головного хребта Великого Кавказу. Довжина (разом з Великою Лабою) 347 км, від місця злиття з Малою Лабою — 214 км, площа басейну 12 500 км²;. У верхній течії Лаба і її притоки — бурхливі гірські річки, що течуть в глибоких ущелинах. У нижній течії береги річки пологі, течія спокійна. Живлення річки змішане: снігове, льодовикове і дощове. Середня витрата поблизу гирла 95,7 м³/сек. Лаба замерзає в кінці грудня, але не щороку, розкривається в кінці лютого — початку березня. Головні притоки Лаби — Чамлик (права), Фарс (ліва). Використовується для зрошування.
Після виходу з гірсько-лісової зони Лаба тече рівнинною територією Краснодарського краю. Після селища міського типу Мостовський річкою проходить кордон краю з Адигеєю. На правому (краснодарському) боці розташовані міста Лабінськ і Курганінськ, ряд станиць: Засовська, Владимирська, Родниковська, Теміргоївська, Воздвиженська, Тенгинська, Новолабінська, Некрасовська. На адигейському боці розташовані адигейські аули, російські селища: Ходзь, Натирбово, Кошехабль, Егерухай, Соколів, Пшизо, Джамбічи, Саратовський Хатукай. Напроти місця впадання Лаби в Кубань розташоване місто Усть-Лабінськ. На рівнинній своїй частині Лаба приймає багато приток, більшість з них зарегульовані, їх течія це низка ставків (з краснодарського боку) або зрошувальних каналів (з адигейського боку). При цьому рисові чеки, побудовані в нижній течії Лаби в 1970-х роках в наш час[коли?] не використовуються.